# Kreut (Oberhausen)
Kreut ist ein Gemeindeteil von Oberhausen im oberbayerischen Landkreis Neuburg-Schrobenhausen.
Der seit der Gemeindegründung zu Oberhausen gehörige Weiler wurde für die militärische Nutzung der umliegenden Flächen abgesiedelt und gewüstet. Der heutige Wohnplatz Kreut liegt knapp drei Kilometer östlich des Ortskerns von Oberhausen südlich der Bundesstraße 16 und einen Kilometer nordöstlich des abgesiedelten historischen Weilers. Er hat etwa 50 Wohngebäude, westlich schließt sich ein Gewerbegebiet an.

## Geschichte

### Einwohnerentwicklung
| Jahr                 | 1871   | 1875   | 1885   | 1900   | 1925   | 1950   | 1961   | 1970   | 1987 |
| -------------------- | ------ | ------ | ------ | ------ | ------ | ------ | ------ | ------ | ---- |
| Topografische Angabe | Weiler | Weiler | Weiler | Weiler | Weiler | Weiler | Weiler | Weiler | (u)  |
| Wohngebäude          |        |        | 5      | 6      | 5      | 5      | 3      |        | -    |
| Einwohner            | 37     | 35     | 36     | 36     | 41     | 46     | 178    | -      | -    |

### Absiedlung und Bundeswehr
Der ehemalige Weiler wurde in der Zeit zwischen 1958 und 1961 für den Standortübungsplatz der Burgwaldkaserne (am 1. Dezember 1964 umbenannt in „Tillykaserne“) abgesiedelt. Die letzten Gebäude wurden 1970 abgerissen. Die Tillykaserne wurde am 30. September 1994 geschlossen. Die Wüstung liegt östlich des Beutmühlbachs auf etwa 407 m ü. NHN in dem am 1. Dezember 2000 ausgewiesenen Naturschutzgebiet NSG-00582.01.

## Gewerbegebiet
Aus der Konversion des Geländes von Standortübungsplatz und Tillykaserne ging der „neue Ortsteil Kreut“ der Gemeinde Oberhausen hervor: ein Gründerzentrum und großzügiges Gewerbegebiet.